# بانک تورنتو
بانک تورنتو (انگلیسی: Bank of Toronto) شرکت خدمات مالی و بانکداری کانادایی بود، که در سال ۱۸۵۵ تأسیس شد و در سال ۱۹۵۵ در پی ادغام با بانک دومینیون و تأسیس تورنتو-دومینیون بانک، منحل گردید.